# غريغ ويست
غريغ ويست (25 يوليو 1994 في أستراليا - ) (بالإنجليزية: Greg West)‏ هو لاعب كريكت أسترالي. لعب مع فريق جنوب ويلز الجديد للكريكت ‏ وAdelaide Strikers ‏ وSydney Sixers ‏.

## وصلات خارجية
- غريغ ويست على موقع إي آس بي آن كريك إنفو (الإنجليزية)